# دورگاپور
شهر دورگاپور (به انگلیسی: Durgapur) با جمعیت ۵۴۳٫۹۲۲ نفر در ایالت بنگال غربی در کشور هند واقع شده‌است.